# Ludovico V di Baviera
Ludovico V di Baviera (maggio 1315 – Zorneding, 18 settembre 1361) detto anche Ludovico di Brandeburgo, fu duca di Baviera, col nome di Ludovico I fu margravio di Brandeburgo dal 1323 conte del Tirolo dal 1342.

## Biografia
Ludovico era il primo figlio di Ludovico IV e della prima moglie Beatrice di Slesia-Glogau. Ludovico IV, dal 1314 re dei Romani e dal 1328 imperatore del Sacro Romano Impero, perseguì una serrata politica di espansione del potere dei Wittelsbach, oltre alla Baviera e al Palatinato riuscì ad ottenere la marca del Brandeburgo e il Tirolo, e tramite il matrimonio con Margherita II di Hainaut, l'Olanda e la contea di Hainaut. Alla sua morte questi territori andarono ai suoi sei figli: Ludovico V, Stefano II, Ludovico VI, Guglielmo I, Alberto I e Ottone V.
Nel 1323, ad appena otto anni, Ludovico divenne margravio di Brandeburgo a seguito della donazione fattagli dal padre in contrasto con Rodolfo I di Sassonia-Wittenberg, della casata degli Ascanidi che rivendicava il margraviato dopo la morte di Enrico di Brandeburgo, ultimo della linea brandeburghese degli Ascanidi. 
Il margravio del Brandeburgo era uno dei principi elettori del Sacro Romano Impero, l'amministrazione del margraviato venne affidata a Bertoldo VII conte di Henneberg e tutore del giovane Ludovico. L'anno successivo venne organizzato il matrimonio con Margherita figlia di Cristoforo II re di Danimarca, matrimonio che si consumò solo nel 1333.
Ludovico non prese parte alla campagna in Italia di Ludovico IV (1327-1329), nel 1329 si emancipò dichiarandosi maggiorenne anche su pressione dei nobili locali infastiditi dall'amministrazione esterna, Ludovico IV annullò questa decisione ripristinando l'amministrazione di Bertoldo VII affiancato a Federico II di Meißen.
Raggiunta la maggiore età nel 1333 Ludovico iniziò una politica di consolidamento dei rapporti con i territori confinanti, nel 1336 un accordo sulle frontiere con l'arcivescovo di Magdeburgo, nel 1338 con il ducato di Pomerania-Stettino. Iniziò inoltre ad interessarsi anche alla politica estera avviando trattative matrimoniali fra i Wittelsbach e i figli di Casimiro III di Polonia.
Nel 1336 prese parte a un'importante campagna avviata dall'Ordine teutonico contro i lituani durante la quale fu distrutto anche il castello di Pilėnai, amministrato da Margiris, divenuto famoso nel periodo del risveglio nazionale lituano per la sua volontà di suicidarsi assieme ai suoi fedeli piuttosto che arrendersi a Ludovico e ai cavalieri tedeschi.

### Il Tirolo
Dopo la morte di Margherita di Danimarca e su insistenza di suo padre, nel 1342 sposò Margherita di Tirolo-Gorizia, che ancora doveva divorziare dal precedente marito, Giovanni Enrico di Lussemburgo. Quest'ultimo era fratello di Carlo IV e figlio di Giovanni I di Boemia, il quale aveva deposto il padre di Margherita dal trono di Boemia. 
L'acquisizione del Tirolo esacerbò la rivalità tra i Wittelsbach e la Casata di Lussemburgo tanto più quando Carlo IV di Lussemburgo avanzò pretese sulla corona imperiale. Dopo la nomina di Carlo IV a re dei romani, non vi fu il temuto attacco al Brandeburgo, Carlo IV tentò però invano di insidiare il potere dei Wittelsbach in Tirolo.
Quando il padre morì, nel 1347, Ludovico gli successe come duca di Baviera e conte d'Olanda e di Hainaut, insieme ai suoi cinque fratelli. Solo nel 1349 i territori vennero divisi tra i fratelli. A Ludovico, Ludovico VI e Ottone V venne assegnato l'Alta Baviera; mentre Stefano II, Guglielmo I e Alberto I ricevettero la Bassa Baviera e i territori d'Olanda e di Hainaut.

### Il Brandeburgo
Nell'estate del 1348 vi fu l'apparizione del falso Waldemaro, un uomo che sosteneva di essere Valdemaro di Brandeburgo la cui morte nel 1319 era stata simulata e che accampava quindi diritti sul margraviato del Brandeburgo. Il pretendente ottenne l'appoggio da parte di molti nobili tra i quali i duchi di Sassonia-Wittenberg, i conti dell'Anhalt (che entrambi avevano mire sul titolo) e l'arcivescovo di Magdeburgo. Nell'autunno del 1348 l'imperatore si presentò nel margraviato e riconobbe il pretendente, Ludovico passò all'attacco e a fronte della resistenza locale Carlo IV si ritirò. Per creare ulteriori difficoltà a Carlo Ludovico fu fra i sostenitori della nomina di Günther XXI. (Schwarzburg-Blankenburg) come anti-re.
Nel 1351 Ludovico cedette il margraviato di Brandeburgo ai fratelli Ludovico VI e Ottone V in cambio del completo dominio sul ducato dell'Alta Baviera. Con la Bolla d'oro del 1356 solo il Palatinato e il Brandeburgo ebbero la dignità di Principe elettore. Questa situazione causò un nuovo conflitto tra Ludovico e Carlo IV.
Nel 1359 la scomunica che aveva colpito Ludovico e la moglie venne annullata, grazie agli uffici degli Asburgo, in particolare di Alberto II lo Sciancato, la cui figlia aveva sposato il figlio di Ludovico.
Ludovico morì nel 1361 durante un viaggio dal Tirolo a Monaco di Baviera. È sepolto nella Frauenkirche.

## Matrimoni ed eredi
Ludovico si sposò due volte. La prima volta il 30 novembre del 1324 nel castello di Vordingborg con Margherita di Danimarca, figlia di Cristoforo II di Danimarca e di Eufemia di Pomerania, la coppia ebbe una figlia:
- Elisabetta (1326-1345).

La seconda volta si sposò il 10 febbraio del 1342 con Margherita di Tirolo-Gorizia, dalla quale ebbe quattro figli. Si hanno notizie certe solo dei primi due:
- Ermanno (1343-1360);
- Mainardo (1344-1363).

Nel settembre 1330 Margherita aveva sposato il margravio di Moravia Giovanni Enrico, il matrimonio venne annullato nel 1341 dall'imperatore e nel 1359 venne annullato anche dal Papa.

## Ascendenza
|                            |                       |                       | Genitori                |  |  | Nonni |  |  | Bisnonni             |  |  | Trisnonni             |  |
|                            |                       |                       |                         |  |  |       |  |  | Ottone II di Baviera |  |  | Ludovico I di Baviera |  |
|                            |                       |                       |                         |  |  |       |  |  | Ottone II di Baviera |  |  | Ludovico I di Baviera |  |
|                            |                       | Ludmilla di Boemia    |                         |  |  |       |  |  | Ottone II di Baviera |  |  |                       |  |
| Ludovico II del Palatinato |                       |                       |                         |  |  |       |  |  | Ottone II di Baviera |  |  |                       |  |
|                            |                       | Agnese del Palatinato | Enrico V del Palatinato |  |  |       |  |  |                      |  |  |                       |  |
|                            |                       | Agnese del Palatinato | Enrico V del Palatinato |  |  |       |  |  |                      |  |  |                       |  |
|                            |                       | Agnese del Palatinato | Agnes di Hohenstaufen   |  |  |       |  |  |                      |  |  |                       |  |
| Ludovico il Bavaro         |                       | Agnese del Palatinato |                         |  |  |       |  |  |                      |  |  |                       |  |
|                            |                       | Rodolfo I d'Asburgo   | Alberto IV il Saggio    |  |  |       |  |  |                      |  |  |                       |  |
|                            |                       | Rodolfo I d'Asburgo   | Alberto IV il Saggio    |  |  |       |  |  |                      |  |  |                       |  |
|                            |                       | Rodolfo I d'Asburgo   | Hedwig di Kyburg        |  |  |       |  |  |                      |  |  |                       |  |
| Matilde d'Asburgo          |                       | Rodolfo I d'Asburgo   |                         |  |  |       |  |  |                      |  |  |                       |  |
|                            |                       | Gertrude di Hohenberg | Burcardo V di Hohenberg |  |  |       |  |  |                      |  |  |                       |  |
|                            |                       | Gertrude di Hohenberg | Burcardo V di Hohenberg |  |  |       |  |  |                      |  |  |                       |  |
|                            |                       | Gertrude di Hohenberg | Matilde di Tubinga      |  |  |       |  |  |                      |  |  |                       |  |
| Ludovico V di Baviera      |                       | Gertrude di Hohenberg |                         |  |  |       |  |  |                      |  |  |                       |  |
|                            | Boleslao II di Slesia | Enrico II il Pio      |                         |  |  |       |  |  |                      |  |  |                       |  |
|                            | Boleslao II di Slesia | Enrico II il Pio      |                         |  |  |       |  |  |                      |  |  |                       |  |
|                            | Boleslao II di Slesia | Anna di Boemia        |                         |  |  |       |  |  |                      |  |  |                       |  |
| Bolko I di Świdnica        | Boleslao II di Slesia |                       |                         |  |  |       |  |  |                      |  |  |                       |  |
|                            |                       | Edvige di Anhalt      | Enrico I di Anhalt      |  |  |       |  |  |                      |  |  |                       |  |
|                            |                       | Edvige di Anhalt      | Enrico I di Anhalt      |  |  |       |  |  |                      |  |  |                       |  |
|                            |                       | Edvige di Anhalt      | …                       |  |  |       |  |  |                      |  |  |                       |  |
| Beatrice di Slesia-Glogau  |                       | Edvige di Anhalt      |                         |  |  |       |  |  |                      |  |  |                       |  |
|                            |                       | Otto V di Brandeburgo | …                       |  |  |       |  |  |                      |  |  |                       |  |
|                            |                       | Otto V di Brandeburgo | …                       |  |  |       |  |  |                      |  |  |                       |  |
|                            |                       | Otto V di Brandeburgo | …                       |  |  |       |  |  |                      |  |  |                       |  |
| Beatrice di Brandeburgo    |                       | Otto V di Brandeburgo |                         |  |  |       |  |  |                      |  |  |                       |  |
|                            |                       | …                     | …                       |  |  |       |  |  |                      |  |  |                       |  |
|                            |                       | …                     | …                       |  |  |       |  |  |                      |  |  |                       |  |
|                            |                       | …                     | …                       |  |  |       |  |  |                      |  |  |                       |  |
|                            |                       | …                     |                         |  |  |       |  |  |                      |  |  |                       |  |